# پوکاچوو
پوکاچوو (انگلیسی: Pokachevo) یک شهرک در بخش گرایفسکی استان بلگورود کشور روسیه است.